# Phiên họp vịt què
Phiên họp vịt què (tiếng Anh: lame-duck session) của Quốc hội Hoa Kỳ xảy ra bất cứ khi nào một khoá Quốc hội họp sau khi những người kế nhiệm đã được bầu, nhưng trước khi nhiệm kỳ của người kế nhiệm bắt đầu. Cụm từ này giờ đây không chỉ được sử dụng cho một phiên họp đặc biệt được triệu tập sau khi ngừng họp sine die, mà còn cho bất kỳ phần nào của một phiên họp thường kỳ diễn ra sau một cuộc bầu cử. Hiện nay, trên thực tế, bất kỳ cuộc họp nào của Quốc hội sau ngày bầu cử, nhưng trước khi Quốc hội tiếp theo triệu tập vào tháng Giêng năm sau, đều là một phiên họp vịt què. Trước năm 1933, khi Tu chính án thứ 20 thay đổi ngày của nhiệm kỳ quốc hội, thì phiên họp thường kỳ cuối cùng của Quốc hội luôn là phiên họp vịt què.
Quốc hội đã tổ chức 16 phiên họp vịt què từ năm 1940. Khoảng thời gian nghỉ giải lao (recess) trước các phiên họp vịt què thường bắt đầu vào giữa tháng 10, và thường kéo dài từ một đến hai tháng. Quốc hội thường triệu tập lại vào giữa tháng 11 và ngừng họp trước lễ Giáng sinh, do đó kỳ họp vịt què kéo dài khoảng một tháng. Tuy nhiên, một số đợt giải lao đã bắt đầu sớm nhất là ngày 7 tháng 8 hoặc muộn nhất là ngày 3 tháng 11 và kết thúc sớm nhất là ngày 8 tháng 11 hoặc muộn nhất là ngày 31 tháng 12. Các phiên họp vịt què đã kết thúc sớm nhất là vào ngày 22 tháng 11 và muộn nhất là vào ngày 3 tháng 1, và đã kéo dài ít nhất là một và nhiều nhất là 145 ngày lịch.
Một số phiên họp vịt què đã được tổ chức phần lớn vì các lý do pro forma, tức chiếu lệ (ví dụ, 1948), trên cơ sở dự chờ (ví dụ, 1940, 1942), hoặc để giải quyết một vấn đề cụ thể (ví dụ, 1954, 1994, 1998). Cũng có một số phiên họp đã đẩy các vấn đề lớn cho Quốc hội kế tiếp giải quyết (ví dụ, 1944, 1982, 2004), đặc biệt là khi có triển vọng đảng cầm quyền giành được đa số lớn hơn. Tuy nhiên, hầu hết các phiên họp này có thể được coi là chỉ tương đối hiệu quả. Khi Tổng thống trình bày một chủ trương bao quát cho một Quốc hội trong kỳ họp vịt què nhưng do đảng chính trị của ông kiểm soát, thì họ thường chấp thuận nhiều kiến nghị của ông (ví dụ, 1950, 2002, 2004), nhưng khi ông làm như vậy trong điều kiện chính phủ bị chia đôi, thì ông ít có khả năng thành công hơn, và đã thường phủ quyết nhiều dự luật (ví dụ, 1970, 1974, 1982). Ngoài ra, một nhiệm vụ chính của hầu hết các phiên họp vịt què trong những năm gần đây là hoàn thành việc biểu quyết và điều hoà ngân sách. Vào các năm 1974, 1980, 1982, 2000, 2004, và 2012, việc này có phần thành công, nhưng vào năm 1970 và 2002, nghị quyết cuối cùng hầu hết đã được để lại cho Quốc hội tiếp theo giải quyết.